# Euthalia gigantea
Euthalia gigantea är en fjärilsart som beskrevs av Hans Fruhstorfer 1898. Euthalia gigantea ingår i släktet Euthalia och familjen praktfjärilar. Inga underarter finns listade i Catalogue of Life.